# Nancy Pettit

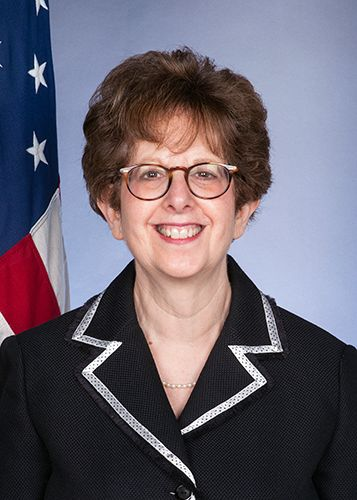
Nancy Pettit

Nancy Bikoff Pettit (* 1953) ist eine US-amerikanische Diplomatin und von 2015 bis 2019 Botschafterin in Lettland.

## Leben
Pettit erhielt 1975 ihren Bachelor vom Vassar College und 1977 ihren Master von der University of Michigan. Bevor sie dem United States Foreign Service beitrat, arbeitete sie als Research Assistant beim Board for International Broadcasting und der Federal Research Division der Library of Congress. 1983 begann ihre diplomatische Karriere im Office of Cultural Affairs in der US-Botschaft in Russland. 1986 wurde sie in das American Institute in Taiwan in Taipei versetzt, wo sie bis 1988 Consular Officer war. Von 1988 bis 1992 befasste sie sich in Washington, D. C. im Außenministerium der Vereinigten Staaten mit Osteuropa, worauf sie 1992 bis 1994 Political Officer in der US-Botschaft in Russland war. Zurück im Außenministerium arbeitete sie bis 1996 im Bureau of Near Eastern Affairs, darauf bis 1997 im Board of Examiners und von 1998 bis 1999 im Office of Newly Independent States. 1999 wurde sie bis 2003 Political Officer in der US-Botschaft in Österreich. Danach erhielt sie wieder einen Posten in der US-Botschaft in Russland als Narcotics Affairs Officer, von dem sie 2007 abberufen wurde. 2008 bis 2010 fungierte sie als Information Officer in der US-Botschaft in der Ukraine. Leiten tat sie das Office of Policy Planning and Coordination im Bureau of International Narcotics and Law Enforcement von 2010 bis 2013 und von 2013 bis 2015 das Office of Western European Affairs im Bureau of European and Eurasian Affairs. Darauf ernannte sie der Präsident Barack Obama zur Botschafterin der Vereinigten Staaten in Lettland, von welchem Posten sie 2019 abberufen wurde.
Sie ist mit James Pettit (* 1956), der ebenfalls Mitglied des United States Foreign Service ist und von 2015 bis 2018 Botschafter in der Republik Moldau war, verheiratet und hat zwei Kinder.